# Thomas Béraud
Thomas Béraud (ou Bérault ou Bérard) est un maître de l'ordre du Temple.

## Biographie
Il succéda, en 1256, au maître Renaud de Vichiers. Il était probablement italien, malgré quelques voix qui le disent anglais.
Il exerça ces hautes fonctions dans les plus tristes circonstances, tour à tour engagé dans les querelles de son ordre avec celui des Hospitaliers, et témoin des progrès du sultan Bibars El Bondoctar, qui, de proche en proche, réduisit les chrétiens de la Palestine à se renfermer dans les murs de Saint-Jean-d'Acre, dernier débris du Royaume de Jérusalem.
Le maître Thomas Béraud mourut le 25 mars 1273.

## Les hommes de son temps
Au cours de sa vie et comme maître de l'ordre du Temple, Thomas Béraud a côtoyé des hommes remarquables :